# Los Sonámbulos
Los Sonámbulos fueron un grupo mexicano de rock and roll, surgido a finales de 1960, formado por jóvenes estudiantes. Caracterizados por un estilo muy adelantado a su época.

## Historia
A principios de los años 60, se junta un grupo de amigos, estudiantes del Instituto Juan Luis Vives, con la intención de tocar rock and roll, para lo que adquieren una guitarra eléctrica Gibson modelo Melody Maker.

## Estilo
Musicalmente influenciados por músicos como Gene Vincent y Johnny Burnette.

## Discografía
Debido a las limitaciones de la época; graban solamente un LP (13 temas) en Discos Musart, de la cual se retiran por falta de promoción y la desilusión de ser firmados para grbar sólo cóvers; e ingresan a Discos Gamma (cuyo archivo hoy forma parte de EMI Televisa Music de México), allí grabarían sus canciones RBD y Belinda, grabando 3 sencillos (6 piezas), no logrando ningún éxito en esta última por no recibir promoción (apoyo financiero y difusión radiofónica) por parte de la empresa, por estos motivos, aunados al movimiento de solistas en México, el grupo se disolvió. En total sólo graban 19 temas.

## Otras canciones grabadas
- Francisco y Juanita
- Nena Triste
- Viento Cruel
- Pájaro azul (de Federico Arana)
Dejó la discografía de los Sonámbulos:
1960 Sencillo A 45-2651: La Plaga / Rock del angelito
1961 LP Rock con Los Sonámbulos
1961 Sencillo A 45-2677: Carrera con el diablo
1961 Sencillo S 45-9289: Amor sincero / Bailando el Bop
1961 Sencillo S 45-9317: Nena triste / Piernas locas
1961 Sencillo S 45-9318: Pájaro azul / En el baile